# كلاريسا شيلدز
كلاريسا شيلدز (بالإنجليزية: Claressa Shields)‏ (مواليد 17 مارس 1995) ملاكمة أمريكية فازت بالميدالية الذهبية لمسابقة الملاكمة للسيدات للوزن المتوسط في العاب لندن الاولمبية 2012.

## روابط خارجية
- كلاريسا شيلدز على موقع IMDb (الإنجليزية)
- كلاريسا شيلدز على موقع روتن توميتوز (الإنجليزية)
- كلاريسا شيلدز على موقع تيرنر كلاسيك موفيز (الإنجليزية)
- كلاريسا شيلدز على موقع أول موفي (الإنجليزية)
- كلاريسا شيلدز على موقع قاعدة بيانات الفيلم (الإنجليزية)
- كلاريسا شيلدز على موقع كينوبويسك (الروسية)
- كلاريسا شيلدز على موقع بوكس ريك (الإنجليزية) (registration required)
- كلاريسا شيلدز على موقع شيردوغ (الإنجليزية)
- كلاريسا شيلدز على موقع اللجنة الأولمبية الدولية (الإنجليزية)
- كلاريسا شيلدز على موقع اللجنة الأولمبية الدولية (الإنجليزية)
- كلاريسا شيلدز على موقع أوليمبيديا (الإنجليزية)
- كلاريسا شيلدز على موقع اللجنة الأولمبية والبارالمبية الأمريكية (الإنجليزية)